# York City FC
A York City Football Club angol labdarúgócsapat. Székhelye Yorkban, Észak-Yorkshire-ben található. A klub jelenleg az angol ötödosztályban, azaz a National League-ben szerepel. Az 1922-ben alapított York City 1929-ben csatlakozott az Angol Labdarúgó Ligához. Története legnagyobb részét alacsonyabb osztályokban töltötte. Az 1970-es években két szezont töltöttek a másodosztályban, ennél magasabbra máig nem jutottak. A 2003/04-es szezon végén elvesztették ligatagságukat, azaz kiestek a negyedosztályból.
A York a kupákban rendre jobban szerepel, mint a bajnokságban, 1955-ben például az FA Kupa elődöntőjéig jutottak. A Ligakupa 1995/96-os kiírásában pedig 3-0-ra verték az Old Traffordon azt a Manchester Unitedet, mely az idény végén a bajnoki címet és az FA Kupa serlegét is elhódította.
A csapat a Yorkban található Bootham Crescent nevű stadionban játssza hazai meccseit. A körülbelül 9000 fő befogadására alkalmas létesítményt korábban Bootham Crescentnek hívták, jelenlegi nevét a Nestlével kötött szponzori megállapodás részeként kapta.

## Klubtörténet
A York Cityt először 1908-ban alapították meg amatőr csapatként. Egyesek szerint azonban a klub már 1897-ben, a York and District League (a yorki területi bajnokság) létrejöttekor is megvolt. 1908-ban a csapat csatlakozott a Northern League-hez, de két évvel később ki is lépett, hogy részt vegyen a Yorkshire Combination, a Yorkshire League elődjének megalapításánál. 1912-ben vált profivá a gárda és belépett a Midland League-be, ahol három szezont töltöttek el és körülbelül a 10. hely körül mozogtak. Utolsó idényük az 1914/15-ös volt, majd 1917-ben, az első világháború alatt felbomlottak.

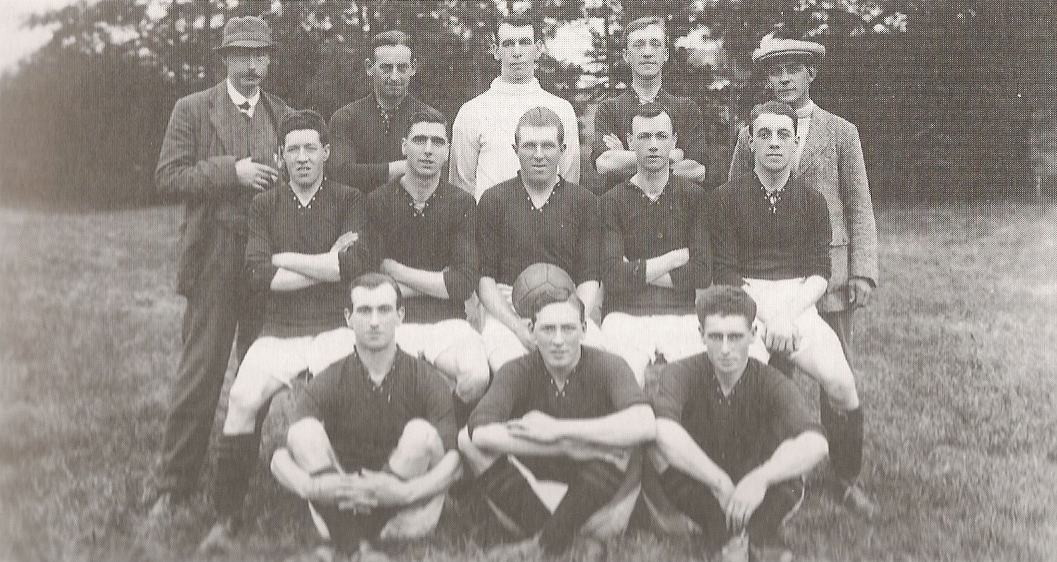
Csapatkép 1922-ből

A klubot 1922-ben újra megalapították a régi csapat tagjai és ismét beléptek a Midland League-be. Itt hét szezont töltöttek el, az 1924/25-ös és az 1926/27-es idényekben hatodikként végeztek, ebben a bajnokságban ez volt a legjobb eredményük. 1929-ben szavazás útján felvételt nyertek az Angol Labdarúgó Liga harmadosztályának északi csoportjába, ahol egészen 1958-ig maradtak. A York legtöbbször a tabella alján végzett, de az 1952/53-as és az 1954/55-ös szezonban is a negyedik helyen zártak.
A kupákban sokkal jobban szerepeltek, hamar kiérdemelték az "óriásölő" jelzőt. Az 1937/38-as évadban harmadosztályú csapatként az élvonalbeli West Bromwich Albion TCt és Middlesbrough-t is kiejtették az FA Kupából. A negyeddöntőig jutottak, ahol a Huddersfield Townnal szemben estek ki újrajátszás után. A legjobb kupaszereplésüket az 1954/55-ös szezonban produkálták, amikor az FA Kupa elődöntőjéig jutottak. A menetelés során Arthur Bottom nyolc gólt szerzett és többek között a Stanley Matthewst is soraiban tudó Blackpoolt is kiejtették. Az elődöntőben a Newcastle United volt az ellenfelük. Az első meccs 1-1-es döntetlennel zárult, az újrajátszott találkozón viszont a City 2-0-ra kikapott.
1958-ban a York alapító tagja lett a negyedosztálynak, miután a harmadik vonal északi és déli csoportjából létrejött egy külön harmad- és negyedosztály. Nagyszerű szezont produkált a csapat és csak rosszabb gólkülönbsége miatt nem zárt másodikként. Harmadik helyen így is feljutottak a harmadosztályba, onnan azonban egy szezon után kiestek. Az 1964/65-ös idényben szintén harmadikként jutottak fel és ismét visszazuhantak egy szezon után. Hat év múlva a City ismét feljutott a harmadik vonalba a későbbi angol válogatott csatárnak, Phil Boyernek is köszönhetően. Ezután már sikerült is bent maradniuk, igaz, első két szezonjukban csak jobb gólkülönbségüknek köszönhetően.
Az 1973/74-es évadban vezették be a Labdarúgó Liga osztályaiban a "három feljutó, három kieső" rendszert. Ebben az idényben a remek játékot produkáló York harmadik helyezettként feljutott a másodosztályba. Első szezonjukban a 15. helyen végeztek, ami máig a legjobb helyezésük. Ugyanebben az idényben az Old Traffordon 46 802 néző látta, hogy 2-1-re kikaptak a Manchester Unitedtől, ez máig élő nézettségi klubrekord. A következő évadban már csak a 21. helyig jutottak, ami azt jelentette, hogy visszakerültek a harmadosztályba. Ezután a korábbi Manchester United-menedzser, Wilf McGuinness irányításával a negyedosztályig zuhantak. Az 1981/82-es szezonban 12 hazai meccsen képtelenek voltak nyerni, ami negatív klubrekord, ekkor ráadásul a ligán kívüli Altrincham verte ki őket az FA Kupából. Az 1983/84-es idényt bajnokként zárták a negyedosztályban 101 ponttal, amivel új rekordot állítottak fel a Labdarúgó Ligában. 1985 januárjában hatalmas meglepetésre hazai pályán 1-0-ra megverték az Arsenalt az FA Kupában Keith Houchen büntetőjével. Ezután a York a Liverpoolt is meglepte, a hazai pályán elért 1-1-es döntetlen után azonban az Anfield Roadon 7-0-s vereséget szenvedtek.
1993-ban a City ismét feljutott a harmadosztályba, miután a Wembley Stadionban legyőzték a Crewe Alexandrát a rájátszás döntőjében. Az 1995/96-os évadban 4-3-as összesítéssel kiejtették a Manchester Unitedet a Ligakupából. Az első meccsen a York az Old Traffordon 3-0-ra verte a tartalékos Unitedet. A visszavágóra már erős csapattal érkeztek a manchesteriek, de így sem sikerült kivívniuk a továbbjutást. A következő idényben az Evertont sikerült kiejteniük. Az első meccs 1-1-gyel végződött, a visszavágón viszont 3-2-re nyert a City.

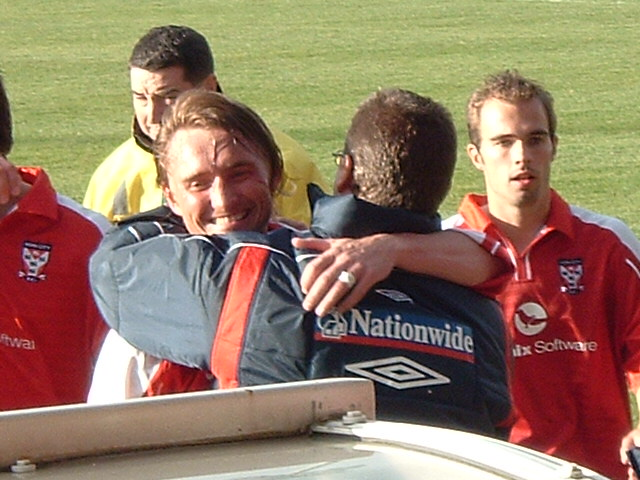
Chris Brass és Viv Busby ölelkezik egy győztes meccs után (2004)

2001 decemberében az akkori elnök, Douglas Craig úgy döntött, 4,5 millió fontért eladja a csapatot és a stadiont, majd kiderült, ha 2002. április 1-jéig nem talál vevőt, a gárdát kizárják a Labdarúgó Ligából. Márciusban a B&Q Team versenyzője és tulajdonosa, John Batchelor felvásárolta a Yorkot, azt ígérte, új stadiont építtet, a szurkolói alapítványnak adja a részvények 24%-át és a szurkolókat is bevonja majd a döntésekbe. Ezek azonban csak ígéretek maradtak, 2003-ban ezért a szurkolói alapítvány átvette az irányítást.
A York a 2003/04-es szezonban képtelen volt nyerni utolsó 20 bajnokiján, ezért kiesett az ötödosztályba. 75 év után vesztették el ligatagságukat. 2004 novemberében a vezetőség menesztette az akkori menedzsert, Chris Brasst, akit Billy McEwan követett a kispadon. McEwannel 17. helyen végzett a City az ötödik vonalban. ezután egy nyolcadik hely következett, majd a rájátszást is sikerült kiharcolni, ahol kikaptak a Morecambe-tól. A 2007/08-as szezont gyengén kezdte a gárda, ezért McEwannek távoznia kellett, helyét asszisztense, Colin Walker vette át ideiglenesen. Vele 14. helyen végzett a csapat és bejutott az FA Trophy elődöntőjébe is. 2008 novemberben Walkernek is mennie kellett, helyére az ificsapat menedzsere, Neil Redfeam ült le, majd a vezetőség a Port Vale korábbi vezetőedzője, Martin Foyle mellett döntött.

## Klubszínek és címerek
A csapat játékosai a történelem során a legtöbbször vörös mezben és fehér nadrágban futballoztak, a klub legelső szezonjában (1922/23) azonban a mez gesztenyebarna, a nadrág fehér, a sportszár pedig fekete volt. Az 1930-as évek során több alkalommal csokoládébarna-krémszín csíkos mezben játszott a csapat, ezzel utalva a város édességgyárára. Ezt azonban később egy jellegzetes piros színű szerelésre cserélték. A hivatalos magyarázat szerint azért, mert sok, a korábbihoz hasonló mez volt abban az időben a bajnokságukban. 1974-ben, a másodosztályba való feljutás után a csapat szerelésének elejére került egy fehér "Y". Ezt a mezt "Y-fronts"-nak, azaz "Y-os elejű"-nek is becézték. 1978-ban visszatért az egyszínű vörös mez tengerészkék nadrággal.
2003 júniusában a York megegyezett a Nike-val, azóta ők gyártják a csapat mezeit. 2004-ben a színösszeállításból kikerült a tengerészkék és a fehér került a helyére. A 2008/09-es idényben a fehér színt a sötétkék váltotta fel. A 2007/08-as idényben egy harmadik számú szerelés is megjelent, világoskék mezzel és sportszárral, valamint gesztenyebarna nadrággal.
A York City eredeti címerén a yorki apátság és a város jelképeként szolgáló rózsa volt látható. Az 1970-es években egy Y alakú fehér logót használt a csapat. Ezt 1978-ig használta a csapat, az új címeren a Bootham Gát és két oroszlán volt látható, eredetileg az egész teljesen fehér volt, 1982-ben jelent meg a színes változata.
Amikor John Batchelor felvásárolta a klubot (2002), annak neve "York City Soccer Club"-ra változott, ez a címeren is megjelent. Batchelor távozása után visszatért a "Football Club" név, és új címert is szerettek volna a vezetők, ezért pályázatot írtak ki az egyik helyi újságban. A kiválasztott és máig használt logó néhány eleme hasonlít York címéréhez. Ezen is öt oroszlán látható, közülük négy tengerészkék és egy fehér Y-on helyezkedik el. Az Y két szára között található az ötödik, fehér színű oroszlán. A logó többi része piros.
Az első szponzor, melynek neve megjelent a City mezén, a Cussins & Light Ltd volt, mely 1982-től 1984-ig támogatta a csapatot. Ezt követte a Cameron's (1984–1985), a Hansa (1985–1990), a Flamingo Land (1990–1991), a Portakabin (1991–2001), az Evening Press (2001–2003) és a Phoenix Software (2003–2005. 2005-ben a CLP egy jól jövedelmező szponzori szerződést írt alá a csapattal.

## Stadionok

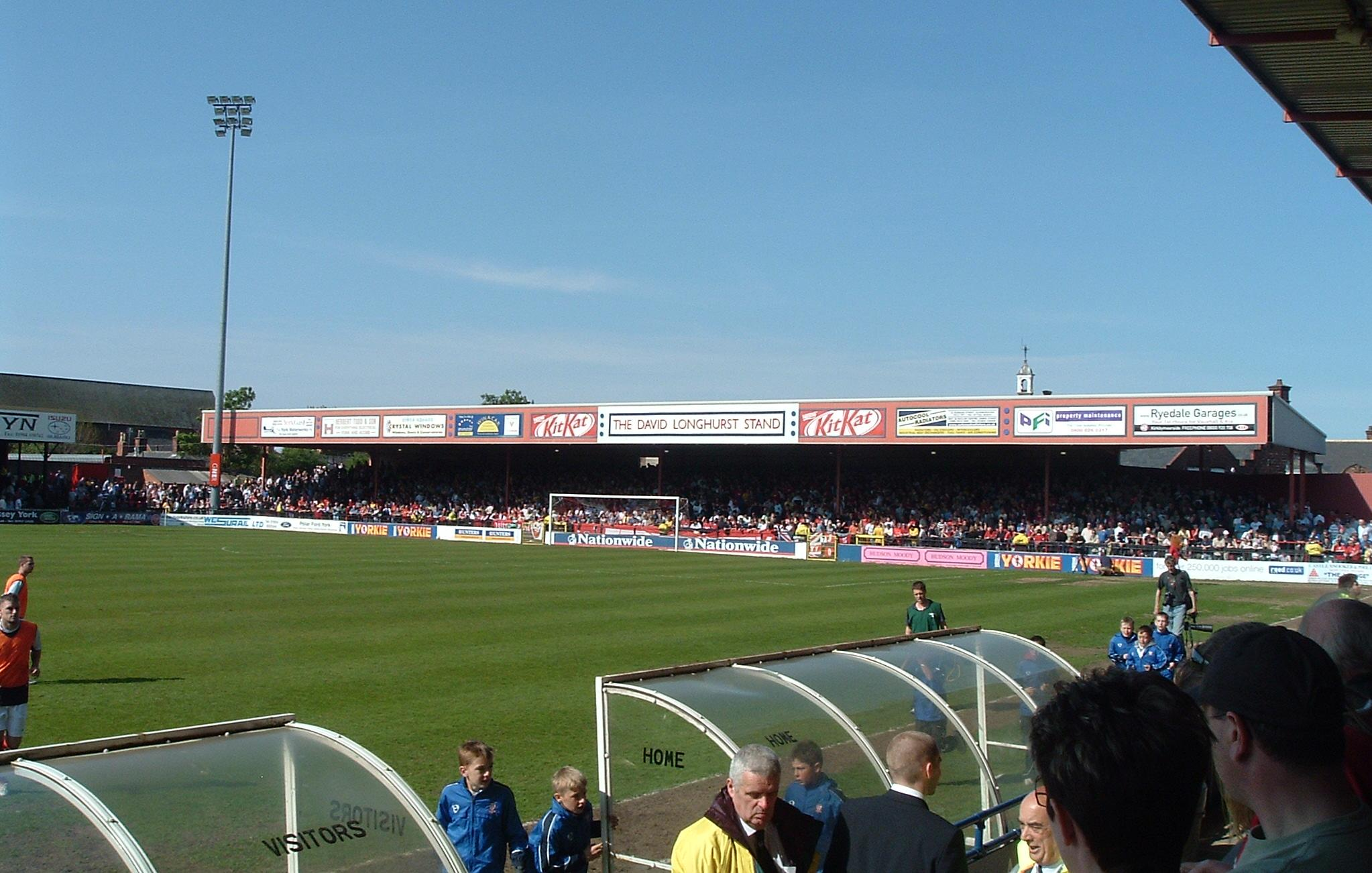
A KitKat Crescent 2007-ben

1922 és 1932 között a York City a Fulfordgate-en játszotta hazai meccseit. Ezután a csapat megvásárolta a Bootham Crescentet, egy réig krikettstadiont és a körülötte lévő földterületet. Ez a létesítmény sokkal közelebb volt a vasútállomáshoz és a szurkolótábor többségéhez, mint a Fulfordgate. A York nem bontotta le a Bootham Crescentet, hanem futballstadionná alakította azt. Építtetett egy főlelátót és az egyik fölé tetőt emeltetett. A pályát 1932. augusztus 31-én nyitották meg. A legtöbb nézőt 1938 márciusában regisztrálták, akkor 28 123-an voltak kíváncsiak egy Huddersfield Town elleni meccsre.
A második világháborúban egy bomba közvetlenül a stadion mellett csapódott be, jelentősen megrongálva azt. A háború után aztán újjáépítették, ekkor még mindig nem volt tető a lelátó nagy része fölött. 1959-ben villanyvilágítás került a Bootham Crescentbe, melyet október 28-án egy Newcastle United elleni barátságos meccsen avattak fel.
Az 1980-as évek közepén a klub körülbelül 300 000 fontot költött a stadion felújítására. Anyagi forrásként az 1984/85-ös FA Kupa-menetelésből származó pénz szolgált. Ebben az idényben az Arsenallal és a Liverpoollalis összecsapott a York.
A felújítások során a vendégcsapatok kényelmét szolgáló helyiségek kerülték a főlelátó mögé, a bejárathoz forgósorompót szereltek és több ülőhelyet hoztak létre a Popular Standen, melynek köszönhetően 2883 ülőhelyre lehetett jegyet váltani a stadionban Összesen ekkor 13 185-en fértek el a Bootham Crescentben.

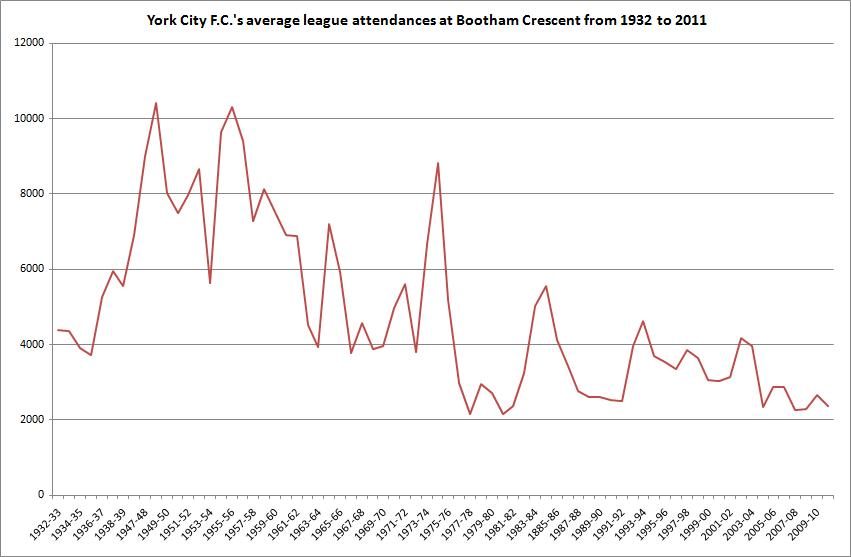
A KitKat Crescent átlagos nézőszáma 1932-től 2007-ig

1994-ben csökkent a stadion befogadóképessége a Taylor-jelentés miatti átalakítások miatt, valamint a létesítmény egy részét a szurkolók kérésére családbaráttá alakították. 1995-ben a York 122 000 fontért új reflektorokat szereltetett fel, amik kétszer annyi fényt adnak, mint az előzőek és a liga minden elvárásának megfelelnek. Néhány ezer fontért egy csatornarendszer is került a pálya alá, ami jelentősen jobbá teszi a feltételeket télen. Az 1990-es évek végén saját víztornya is lett a stadionnak.
A York 2003-ban szeretett volna átköltözni a Huntington Stadiumba, de végül nem hagyták el a Bootham Crescentet, mivel kaptak egy 2 millió fontos kölcsönt a stadionok fejlesztésével foglalkozó Football Stadia Improvement Fundtól. 2005 januárjában egy szponzori szerződés részeként a stadion KitKat Crescentre keresztelték át. A létesítmény jelenleg 9196 néző befogadására alkalmas.

### Új stadion
2004. február 4-én a York City vezetősége közleményt adott ki, mely szerint a csapat egy egyezség értelmében 2015-ig marad a Bootham Crescentben. 2007 februárjában a vezetőség kilátásba helyezte egy új stadion építését, mely a 2010-es évek elejére készülne el. Ez nemcsak a York otthonául szolgálna, de koncerteket is rendeznének benne.
A csapat új otthona hasonló lenne, mint a Dartford stadionja, a Princes Park, de több néző befogadására lenne alkalmas.

## Szurkolók és riválisok
```
York City a viszonylag magas szurkolói támogatottságnak örvendő csapatok közé tartozik az ötödosztályban. A 2007/08-as szezonban átlagosan 2443 néző volt kíváncsi a hazai meccseikre.
[
42
]
 A klubnak több szurkolói klubja
[
43
]
 van 
Angliában
, például a Harrogate Minstermen
[
44
]
 vagy a Jorvik Reds, akik főként transzparenseikről ismernek. Ők már csak a klub által előre jóváhagyott zászlókkal, feliratokkal léphetnek be a stadionba.
[
45
]
 York városában található a York Nomad Society
[
46
]
 nevű huligáncsoport, melyet gyakran hoznak összefüggésbe a klubbal. Mint minden más profi klubnak, a York Citynek is vannak olyan szurkolói, akik korábbi viselkedésük miatt nem léphetnek be a KitKat Crescentbe.
[
47
]
```

A csapat a hazai meccsekre ki szokott adni egy 44 oldalas meccsfüzetet "City Review" néven, melyet 3 fontért lehet megvásárolni. 2002 februárjában elindult egy független szurkolói magazin is "Ginner's Left Foot" címmel. A City kabalája egy oroszlán, melyet "Yorkie the Lion"-nak vagy egyszerűen "Yorkie"-nak hívnak. Főként arról ismert, hogy humoros műsort ad elő a nézőknek a meccsek előtt.
A gárda két fő riválisa a Hull City és a Scarborough. A Hull és a York közötti rangadókat a tigrisek és oroszlánok harcának is szokták nevezni, utalván a két csapat kabalaállatára. A két csapat rivalizálása mostanában nem túl intenzív, mivel rendszeresen más osztályokban indulnak. A City további riválisai még a Doncaster Rovers, a Hartlepool United, a Darlington és a Bury.

## Statisztikák és rekordok
Barry Jackson tartja a pályára lépési rekordot a York Ciynél 539 lejátszott mérkőzéssel, mögötte Andy McMillan a második 492 találkozóval. Kapusként Tommy Forgan lépett a legtöbbször pályára a csapatban, ő 428 alkalommal védhette a York kapuját. A gólrekordot Norman Wilkinson tartja 143 találattal. A bajnokságokban (127) és az FA Kupában (16) is külön-külön ő tartja a rekordot.
A legnagyobb arányú győzelmét 1957-ben, a harmadosztály északi csoportjában aratta a csapat, amikor 91-re verte a Southportot. Legsúlyosabb vereségüket 1936-ban, a Chester City elleni 12-0-s meccsen szenvedték el.
1938. március 5-én 28 123 néző látogatott ki a Bootham Crexcentbe egy Huddersfield Town elleni fA Kupa-meccsre. Máig ez a legnagyobb hazai nézőszám a Yorknál. Mivel a szabályok miatt a stadion befogadóképessége jelentősen lecsökkent, nem valószínű, hogy a közeljövőben ez a rekord megdől.
A City legdrágábban eladott játékosa Jonathan Greening, akit 1998 márciusában 1 millió fontért igazolt le a Manchester United. A legdrágábban vásárolt játékos pedig Adrian Randall, akit 1995 decemberében 140 000 fontért szerződtetett a csapat a Burnley-től.
2009. február 11-én új angol rekordot állítottak fel azzal, hogy a Kiddersminster Harriers elleni FA Trophy-meccs büntetőpárbajában sorozatban 25 tizenegyest értékesítettek.

## Játékosok

### Jelenlegi keret
| #  |          | Poszt | Név                     |
| -- | -------- | ----- | ----------------------- |
| 1  | Angol    | K     | Jonathan McDonald       |
| 2  | Angol    | V     | Ben Purkiss             |
| 3  | Angol    | V     | Mark Robinson           |
| 4  | Északír  | V     | Darren Kelly            |
| 5  | Angol    | V     | David McGurk            |
| 6  | Wales    | V     | Daniel Parslow          |
| 7  | Angol    | CS    | Onome Sodje             |
| 8  | Angol    | V     | Mark Greaves (kapitány) |
| 9  | Ausztrál | CS    | Daniel McBreen          |
| 11 | Angol    | KP    | Simon Russell           |
| 12 | Angol    | KP    | Ben Wilkinson           |
| 13 | Angol    | K     | Josh Mimms              |
| 14 | Angol    | KP    | Steven Hogg             |

| #  |         | Poszt | Név             |
| -- | ------- | ----- | --------------- |
| 15 | Skót    | KP    | Simon Rusk      |
| 16 | Angol   | CS    | Richard Brodie  |
| 17 | Wales   | KP    | Levi Mackin     |
| 18 | Angol   | CS    | Adam Boyes      |
| 19 | Angol   | KP    | Liam Shepherd   |
| 20 | Angol   | V     | Andy McWilliams |
| 22 | Angol   | V     | Josh Radcliffe  |
| 23 | Angol   | CS    | Adam Smith      |
| 24 | Északír | K     | Michael Ingham  |
| 25 | Wales   | V     | Shaun Pejic     |
| 26 | Angol   | CS    | Simon Brown     |
| 27 | Angol   | KP    | Christian Smith |

### Kölcsönben
| #  |       | Poszt | Név                                            |
| -- | ----- | ----- | ---------------------------------------------- |
| 10 | Angol | CS    | Craig Farrell (kölcsönben az Oxford Unitednél) |

### Az év játékosai
| Szezon  | Díjazott          |
| ------- | ----------------- |
| 1973–74 | Phil Burrows      |
| 1974–75 | Chris Topping     |
| 1975–76 | Micky Cave        |
| 1976–77 | Brian Pollard     |
| 1977–78 | Gordon Staniforth |
| 1978–79 | Gordon Staniforth |
| 1979–80 | Ian McDonald      |
| 1980–81 | Eddie Blackburn   |
| 1981–82 | Keith Walwyn      |
| 1982–83 | Derek Hood        |
| 1983–84 | John MacPhail     |
| 1984–85 | John MacPhail     |
| 1985–86 | Simon Mills       |
| 1986–87 | Keith Walwyn      |
| 1987–88 | Dale Banton       |
| 1988–89 | Ian Helliwell     |
| 1989–90 | Chris Marples     |
| 1990–91 | Steve Tutill      |

| Szezon    | Díjazott          |
| --------- | ----------------- |
| 1991–92   | Jon McCarthy      |
| 1992–93   | Paul Stancliffe   |
| 1993–94   | Paul Barnes       |
| 1994–95   | Jon McCarthy      |
| 1995–96   | Andy McMillan     |
| 1996–97   | Tony Barras       |
| 1997–98   | Steve Bushell     |
| 1998–99   | Barry Jones       |
| 1999–2000 | Barry Jones       |
| 2000–01   | Alan Fettis       |
| 2001–02   | Alan Fettis       |
| 2002–03   | Chris Brass       |
| 2003–04   | Darren Dunning    |
| 2004–05   | Dave Merris       |
| 2005–06   | Clayton Donaldson |
| 2006–07   | Neal Bishop       |
| 2007–08   | David McGurk      |

## Menedzserek
A táblázatban azok a menedzserek szerepelnek, akik legalább 50 tétmeccsen irányították a csapatot.
| Név                | Állampolgárság | Kezdés        | Távozás         | Meccsek | Győzelem | Döntetlen | Vereség | Győzelmi mutató (%) |
| ------------------ | -------------- | ------------- | --------------- | ------- | -------- | --------- | ------- | ------------------- |
| Jock Collier       | Skót           | 1928 július   | 1930 május      | 105     | 44       | 33        | 28      | 35.3                |
| George Sherrington | Angol          | 1930 május    | 1933 május      | 130     | 50       | 21        | 59      | 38.5                |
| Jock Collier       | Skót           | 1933 május    | 1937 március    | 168     | 58       | 38        | 72      | 34.5                |
| Tom Mitchell       | Angol          | 1937 március  | 1950 február    | 277     | 95       | 64        | 118     | 34.3                |
| Dick Duckworth     | Angol          | 1950 március  | 1952 március    | 126     | 40       | 42        | 44      | 31.7                |
| Jimmy McCormick    | Angol          | 1953 június   | 1954 szeptember | 51      | 14       | 13        | 24      | 27.5                |
| Sam Bartram        | Angol          | 1956 március  | 1960 július     | 211     | 85       | 56        | 70      | 40.3                |
| Tom Lockie         | Skót           | 1960 július   | 1967 október    | 367     | 132      | 81        | 154     | 36.0                |
| Tom Johnston       | Skót           | 1968 október  | 1975 január     | 295     | 106      | 84        | 105     | 35.9                |
| Wilf McGuinness    | Angol          | 1975 február  | 1977 október    | 120     | 27       | 30        | 63      | 22.5                |
| Charlie Wright     | Hongkong       | 1977 november | 1980 március    | 114     | 36       | 28        | 50      | 31.6                |
| Barry Lyons        | Angol          | 1980 március  | 1981 december   | 72      | 21       | 14        | 37      | 29.2                |
| Denis Smith        | Angol          | 1982 május    | 1987 június     | 258     | 120      | 59        | 79      | 46.5                |
| Bobby Saxton       | Angol          | 1987 június   | 1988 szeptember | 62      | 11       | 15        | 36      | 17.7                |
| John Bird          | Angol          | 1988 október  | 1991 október    | 155     | 46       | 48        | 61      | 29.7                |
| John Ward          | Angol          | 1991 október  | 1993 március    | 70      | 22       | 24        | 24      | 31.4                |
| Alan Little        | Angol          | 1993 március  | 1999 március    | 318     | 108      | 88        | 122     | 34.0                |
| Terry Dolan        | Angol          | 2000 február  | 2003 május      | 173     | 56       | 50        | 67      | 32.4                |
| Chris Brass        | Angol          | 2003 június   | 2004 november   | 67      | 14       | 18        | 35      | 20.9                |
| Billy McEwan       | Skót           | 2005 február  | 2007 november   | 131     | 52       | 31        | 48      | 39.7                |
| Colin Walker       | Új-Zéland      | 2007 november | 2008 november   | 58      | 22       | 20        | 16      | 37.9                |

## Eredmények
- Harmadosztály
  - Feljutó: 1973/74
  - Rájátszásben elődöntős: 1993/94
- Negyedosztály
  - Bajnok: 1983/84
  - Feljutó: 1958/59, 1964/65, 1970/71
  - Rájátszás után feljutó: 1992/93
- Ötödosztály
  - Rájátszásban elődöntős: 2006/07
- FA Kupa
  - Elődöntős: 1954/55
- Ligakupa
  - Negyeddöntős: 1961/62
- FA Trophy
  - Negyeddöntős: 2007/08, 2008/09